# Гельмут Берве
Ге́льмут Берве (нім. Helmut Berve; 22 січня 1896, Бреслау, Пруссія — 6 квітня 1979, Херхендорф-аф-Пілзензее, Баварія) — німецький історик-антикознавець. Нацист, член НСДАП із квітня 1933 року. Габілітований та почесний доктор, професор Лейпцизького та Мюнхенського університетів. Член Саксонської академії наук (1932, членкор 1943—1953), член Баварської академії наук (1944, членкор 1943).

## Життєпис
Народився в сім'ї банкіра. Після закінчення в 1914 році гімназії та отримання атестата зрілості подорожував по Італії. Потім до 1916 року на службі в армії, куди зарахувався добровольцем.
У 1916—1922 роках навчався в університетах Бреслау, Марбурга, Фрайбурга, Берліна, Мюнхена, в останньому в 1921 році здобув докторський ступінь під керівництвом Вальтера Отто (1878—1941), захистивши дисертацію про Александра Македонського. У 1924 році габілітувався там же.
У 1924—1927 роках в Мюнхенському університеті. У 1927—1943 роках професор давньої історії Лейпцизького університету. У 1933—1935 роках декан факультету мистецтв, в 1937—1939 роках проректор і в 1940—1943 роках ректор Лейпцизького університету. У 1943—1945 роках професор давньої історії Мюнхенського університету, де став наступником свого вчителя Вальтера Отто. Американською владою був звільнений від викладацької діяльності. Після процедур з денацифікації — у 1949—1954 роках викладач Мюнхенського університету.У 1954—1962 роках професор давньої історії в Ерлангенському університеті. Потім на пенсії. У 1960—1967 роках працював в Німецькому археологічному інституті.
Член-кореспондент Академії наук і літератури в Майнці (1949). Почесний доктор Афінського університету (1937).
Залишив багато учнів.
Його ідеалом державного діяча був Перікл, якому він присвятив свою однойменну роботу 1940 року. Також він ідеалізував дорійську Спарту.

## Праці
- Das Alexanderreich auf prosopographischer Grundlage. 2 Bände (Bd. 1: Darstellung. Bd. 2: Prosopographie). Beck, München 1926 (Reprint von 1973 online).
- Griechische Geschichte (= Geschichte der führenden Völker. Bände 4–5, ZDB-ID 974414-9). 2 Bände (Bd. 1: Von den Anfängen bis Perikles. Bd. 2: Von Perikles bis zur politischen Auflösung). Herder, Freiburg (Breisgau) 1931—1933 (mehrere Auflagen).
- Antike und nationalsozialistischer Staat. In: Vergangenheit und Gegenwart 24, 1934, Heft 5, S. 257—272.
- Die Erfüllung des Reiches. In: Wille und Macht 2, 1934, Heft 5/6, S. 4–9.
- Kaiser Augustus (= Insel-Bücherei. Bd. 444). Insel-Verlag, Leipzig 1934 (online).
- Sparta (= Meyers kleine Handbücher. Bd. 7, ZDB-ID 991000-1). Bibliographisches Institut, Leipzig 1937.
- Miltiades. Studien zur Geschichte des Mannes und seiner Zeit (= Hermes. Einzelschriften. Bd. 2). Weidmann, Berlin 1937 (online).
- Thukydides (= Auf dem Wege zum nationalpolitischen Gymnasium. Heft 5, ZDB-ID 1008974-3). Diesterweg, Frankfurt am Main 1938 (online).
- Perikles (= Leipziger Universitätsreden. Heft 2). Johann Ambrosius Barth, Leipzig 1940 (Antrittsrede, gehalten am 10. Februar 1940 anlässlich der Übernahme des Rektorats an der Universität Leipzig) (online).
- Imperium Romanum (= Schriftenreihe der Deutsch-Italienischen Gesellschaft Leipzig. Nr. 1). Koehler & Amelang, Leipzig 1942 (online).
- Vorwort. In: Helmut Berve (Hrsg.): Das neue Bild der Antike. Bd. 1: Hellas, Koehler & Amelang, Leipzig 1942, S. 5–12.
- Dion (= Abhandlungen der geistes- und sozialwissenschaftlichen Klasse der Akademie der Wissenschaften und der Literatur in Mainz. Jahrgang 1956, Nr. 10). Steiner, Wiesbaden 1957.
- Gestaltende Kräfte der Antike. Aufsätze zur griechischen und römischen Geschichte. Beck, München 1949; 2. Auflage, ebenda 1966.
- Die Tyrannis bei den Griechen. 2 Bände (Bd. 1: Darstellung. Bd. 2: Anmerkungen). Beck, München 1967.